# Cross Game
Cross Game (クロスゲーム, Kurosu Gēmu) és un manga de beisbol i comèdia romàntica de Mitsuru Adachi serialitzat per Shogakukan en Weekly Shōnen Sunday des del número 22/23 en 2005. El manga fou adaptat a l'anime i començà a emetre's a la cadena TV Tokyo en 5 d'abril de 2005. El primer episodi de l'anime, que abasta el primer volum del manga, va rebre gran lloa, fins i tot fora del Japó. El manga va rebre el Shogakukan Manga Award en 2009 per a shōnen manga.